# دیرک بلماکرس
دیرک بلماکرس (هلندی: Dirk Bellemakers؛ زادهٔ ۱۹ ژانویهٔ ۱۹۸۴) دوچرخه‌سوار سابق اهل هلند است.
بلمارکس در انتهای فصل ۲۰۱۳ پس از یک فصل با تیم لوتو بلیستول بازنشته شد.